# Basket Albino
Il Basket Albino è stata una società italiana di pallacanestro femminile con sede a Albino.
Ha disputato una stagione in Serie A1.

## Storia
Nel 1999 ha vinto la seconda edizione della Coppa Italia di Serie A2, organizzata a Bolzano, davanti a Porto S.Rocco Muggia, Vini Corvo Termini Imerese e HS Penta Faenza.
Nel 2000-2001, vince la regular season in A2 e si qualifica per i play-off. Nel 2001 rinuncia al campionato ed è sostituita dalla Risto 3 Rovereto.
È una società diversa e parallela alla Edelweiss Albino, che ha disputato la Serie A2.

## Cronistoria
| Cronistoria del Basket Albino |
| --- |
| - 1996-1997 · Happidea, nel Girone A di Serie A2, 5ª in Poule Promozione 1. - 1997-1998 · Happidea, 1ª nel Girone A di Serie A2, ammessa nella nuova Serie A2. - 1998-1999 · Happidea, 3ª nel Girone A di Serie A2. Vince la Coppa Italia di Serie A2 (1º titolo). - 1999-2000 · Happidea, 1ª nel Girone Nord di Serie A2, vince i play-off, promossa in Serie A1. - 2000-2001 · Happidea, 12ª in Serie A1, salva ai play-out, non si iscrive. Eliminatorie di Coppa Italia. |

## Palmarès
- Coppa Italia di Serie A2: 1
1999